# Olisthaerus megacephalus
Olisthaerus megacephalus är en skalbaggsart som först beskrevs av Zetterstedt 1828.  Olisthaerus megacephalus ingår i släktet Olisthaerus, och familjen kortvingar. Enligt den svenska rödlistan är arten nära hotad i Sverige. Arten förekommer i Svealand, Nedre Norrland och Övre Norrland. Artens livsmiljö är skogslandskap.